# Ruth Šormová
Ruth Šormová, též Rút Šormová (* 14. prosince 1965 Praha), je česká sociální pracovnice a speciální pedagožka, bývalá politička, za normalizace opoziční aktivistka, po sametové revoluci československá poslankyně Sněmovny lidu Federálního shromáždění za Občanské fórum, později za Občanské hnutí.

## Biografie
Matka Ruth Šormové je socioložka Eliška Novotná, otec byl ekonom Pavel Eisler, v 60. letech působil na Vysoké škole ekonomické, ale v roce 1966 tragicky zahynul během bouřky v Alpách. Bratr žil v Londýně, kam za ním mohla Ruth Šormová v sedmnácti letech vycestovat na dvoje prázdniny. Během návštěvy Anglie pracovala na brigádě v domově pro lidi s mentálním postižením, což ji velmi ovlivnilo v dalším životním směřování. Po návratu do Prahy se dostala do prostředí evangelické mládeže, kde se seznámila se svým manželem, evangelickým farářem Zdeňkem Šormem.
Koncem 80. let byla aktivní v opozičních hnutích mládeže (Nezávislé mírové sdružení). V roce 1988 podepsala Chartu 77. V té době žila v Soběslavi, v tamním farním sboru působil její manžel. Tehdy se ji pokusil kontaktovat agent Státní bezpečnosti Ludvík Zifčák, který se snažil proniknout do opozičních struktur. Během sametové revoluce vznikalo v Soběslavi Občanské fórum u Šormů na faře.
Ve volbách roku 1990 zasedla do Sněmovny lidu (volební obvod Jihomoravský kraj) za OF. Po rozpadu Občanského fóra v roce 1991 přešla do poslaneckého klubu OH. Ve Federálním shromáždění setrvala do voleb roku 1992, kdy ještě kandidovala za OH, které ale ve volbách neuspělo.
Působí jako sociální pracovnice a speciální pedagožka. Překládá z angličtiny odbornou literaturu. Založila středisko Diakonie Rolnička v Soběslavi, zaměřené na sociální, vzdělávací, terapeutické, pracovní a rehabilitační služby pro postižené. Poté byla ředitelkou Portimo, o.p.s. v Novém Městě na Moravě. V roce 2017 zvítězila v anketě Žena regionu. Od září 2018 do června 2024 byla ředitelkou pražského hospicu Cesta domů. Od března 2025 vede organizaci Život 90.